# 1994 QX
1994 QX är en asteroid i huvudbältet som upptäcktes den 31 augusti 1994 av den japanska astronomen Nobuhiro Kawasato i Uenohara.
Asteroiden har en diameter på ungefär 5 kilometer och den tillhör asteroidgruppen Maria.